# Skoczogonki Grenlandii
Skoczogonki Grenlandii, kolembolofauna Grenlandii – ogół taksonów skoczogonków, których występowanie stwierdzono na terenie Grenlandii.
Skoczogonki stanowią jedyną gromadę skrytoszczękich obecną na Grenlandii. Są one tam stosunkowo licznie reprezentowane i pełnią istotną rolę w rozkładzie materii organicznej w glebie. Dotychczas potwierdzono występowanie na Grenlandii 92 gatunków skoczogonków. Rekordy kolejnych 11 są wątpliwe lub wymagają potwierdzenia.

## Poduromorpha

### Hypogastruridae
Na Grenlandii stwierdzono:
- Ceratophysella denticulata
- Ceratophysella engadinensis
- Ceratophysella longispina – wymaga potwierdzenia
- Ceratophysella succinea
- Hypogastrura concolor
- Hypogastrura manubrialis – prawdopodobnie błędnie oznaczony; ostatnio podawany pod koniec XIX wieku
- Hypogastrura purpurescens
- Hypogastrura viatica
- Willemia anophthalma
- Willemia denisi
- Willemia sandinavica
- Willemia similis
- Xenylla grisea
- Xenylla humicola

### Neanuridae
Na Grenlandii stwierdzono:
- Anurida granaria
- Anurida polaris
- Anurida thalassophila
- Frisea claviseta
- Frisea mirabilis
- Frisea quinquespinosa
- Frisea truncata
- Micranurida pygmaea
- Neanura muscorum

### Przyślepkowate(Onychiuridae)
Na Grenlandii stwierdzono:
- Chaetaphorura bella
- Hymenaphorura anatolii lub pokrewny gatunek
- Karlstejnia norvegica
- Megaphorura arctica
- Mesaphorura arbeai
- Mesaphorura critica
- Mesaphorura hylophila
- Mesaphorura italica
- Mesaphorura jirii
- Mesaphorura krausbaueri
- Mesaphorura petterdassi
- Mesaphorura macrochaeta
- Mesaphorura tenuisensillata
- Oligaphorura groenlandica
- Oligaphorura ursi
- Protaphorura macfadyeni
- Protaphorura procampta
- Protaphorura pseudarmata – oznaczenie niepewne; wymaga potwierdzenia
- Protaphorura pseudovanderdrifti
- Protaphorura subuliginata
- Thalassophorura debilis
- Thalassophorura duplopunctata

### Tullbergiidae
Na Grenlandii stwierdzono Tullbergia collis, jednak według Fjellberga oznaczone tak okazy mogą należeć do Chaetophorura bella.

## Entomobryomorpha

### Pchlicowate(Isotomidae)
Na Grenlandii stwierdzono:
- Agrenia bidenticulata
- Anurophorus fulvus
- Archistoma besselsi
- Archistoma megalops
- Archistoma theae
- Cryptopygus roberti
- Desoria multisetis
- Desoria neglecta
- Desoria olivacea
- Desoria tigrina
- Desoria tolya
- Desoria tschernovi
- Folsomia agrelli
- Folsomia bisetosa
- Folsomia bisetosella
- Folsomia coeruleogrisea
- Folsomia nivalis
- Folsomia palaearctica
- Folsomia penicula lub pokrewny gatunek
- Folsomia quadrioculata
- Folsomia sensibilis
- Folsomia sexoculata
- Folsomia regularis
- Folsomia thalassophila
- Folsomia variabilis
- Halisotoma maritima
- Isotoma anglicana
- Isotoma caerulea
- Isotomiella minor
- Parisotoma ekmani
- Parisotoma notabilis
- Proisotoma tenella – oznaczenie wątpliwe
- Pseudisotoma sensibilis
- Pseudanurophorus alticolus
- Pseudanurophorus bioculatus
- Tetracanthella sibirica
- Vertagopus arboreus – oznaczenie wątpliwe; prawdopodobnie rekordy z Grenlandii należą do V. arcticus
- Vertagopus arcticus
- Vertagopus cinereus
- Webercantha octa

### Entomobryidae
Na Grenlandii stwierdzono:
- Entomobrya nivalis
- Lepidocyrtus cyaneus – występowanie wątpliwe
- Lepidocyrtus lanuginosus – oznaczenie wątpliwe; prawdopodobnie rekordy z Grenlandii należą do jasnej formy L. violaceus
- Lepidocyrtus violaceus
- Megalothorax minimus

## Zrosłopierścieniowe(Symphypleona)

### Arrhopalitidae
Na Grenlandii stwierdzono:
- Arrhopalites principalis

### Sminthurididae
Na Grenlandii stwierdzono:
- Sminthurides aquaticus
- Sminthurides malmgreni
- Sminthurides schoetti

### Katiannidae
Na Grenlandii stwierdzono:
- Sminthurinus aureus
- Sminthurinus concolor
- Sminthurinus niger – prawdopodobnie błędne oznaczenie

### Bourletiellidae
Na Grenlandii stwierdzono:
- Bourletiella hortensis
- Heterosminthurus claviger

### Podskoczkowate(Sminthuridae)
Na Grenlandii stwierdzono tylko:
- Sminthurus nigromaculatus
- Sminthurus viridis – występowanie wątpliwe; rekordy sprawdzone przez Fjellberga odnoszą się do S. nigromaculatus